# Alexander Dumarey
Alexander Dumarey (Knokke-Heist, 1985) is fotojournalist en documentaire fotograaf. Voor VRT NWS maakte hij onder meer de fotoreeksen 'Markante plekken' en 'Op reis met Vlaamse meesters'. De rode draad door het werk van Dumarey is het verloop van de tijd. Geschiedenis, verandering en sporen van het verleden zijn onderwerpen die telkens opnieuw terugkeren.

## Biografie
Dumarey verhuisde op éénjarige leeftijd naar Gent en groeide er op tussen de textielfabrieken. Als kind in de Bloemekenswijk had hij Filature du Rabot, Filature Nouvelle Orléans en UCO E.J. Braun in de onmiddellijke nabijheid, en als tiener in Drongen woonde hij vlak bij de leegstaande blekerij Alsberge-Van Oost. Gefascineerd door de architectuur van de imposante fabrieksgebouwen, hun verval en het desolate van de oude industriële sites trok hij in 2003 het fabrieksterrein op, camera in de hand, om de gebouwen in beeld te brengen vooraleer ze volledig instorten. Hij kreeg de smaak te pakken en ging al snel op zoek naar andere plekken om te fotograferen. Gent had op dat vlak veel te bieden: veel fabrieken staan leeg in en rond de stad. Gaandeweg nam fotografie een steeds grotere plaats in Dumareys leven in.
Tussen 2017 en 2020 maakt Dumarey voor VRT NWS de reeksen "Permanent gesloten", "Markante plekken" en "Op reis met Vlaamse meesters". In 2019 fotografeert hij het patrimonium van de Koninklijke Schenking voor het onderzoeksproject "Immo Royal", een samenwerking tussen VRT NWS, Knack, De Tijd en Apache.
In 2020-2021 herfotografeert Dumarey meer dan 70 foto's van Gentse textielfabrieken uit de collectie van het Industriemuseum. Met het collectiebeeld in de hand bezoekt Dumarey alle plekken en gaat op zoek naar het juiste perspectief. De foto's zijn te zien in de tentoonstelling "Alexander Dumarey. Kathedralen van de industrie" in het Industriemuseum (24/04/2021 - 26/09/2021). Er is ook een gelijknamig boek uitgegeven door Borgerhoff & Lamberigts.
De openluchtfototentoonstelling (Z)onder water in de gemeente Laarne tijdens de zomer van 2021 toont beelden die Alexander Dumarey maakte van desolate openluchtzwembaden in binnen- en buitenland. De beelden staan er in schril contrast met de Kasteeldreef, de eeuwenoude toegangsweg naar een adellijk buitenverblijf, het Kasteel van Laarne. Zowel het kasteel als de dreef zijn nog intact. De openluchtzwembaden, vakantievertier voor de gewone man, doorstonden de tand des tijds niet.
Eind 2021 brengt Dumarey samen met VRT NWS-journalist Jos Vandervelden het boek "De verborgen geschiedenis van Vlaanderen" uit. Hiervoor fotografeert hij 50 historische plekken zoals ze er op dat moment bijliggen. In november 2022 verschijnt het vervolg, "De verloren geschiedenis van Vlaanderen".
Sinds 2016 werkt Dumarey aan zijn reeks “Uchilishte’’, waarin hij de verlaten scholen van Bulgarije documenteert. In de loop van tien reizen naar het land heeft hij meer dan tweehonderd deze scholen vastgelegd. Deze reeks vormt in 2023 de basis van het Bulgaars paviljoen op de Architectuurbiënnale in Venetië.